# Nkoma (Itilima)
Nkoma è una circoscrizione rurale (rural ward) della Tanzania situata nel distretto di Itilima, Regione del Simiyu. Conta una popolazione di 21 450 abitanti (censimento 2012).